# PGC 46603
LEDA/PGC 46603 (auch NGC 5100-2) ist eine Spiralgalaxie vom Hubble-Typ Sc im Sternbild Jungfrau auf der Ekliptik. Sie ist schätzungsweise 427 Millionen Lichtjahre von der Milchstraße entfernt und hat einen Durchmesser von etwa 100.000 Lichtjahren. Gemeinsam mit NGC 5100 bildet sie ein gravitativ gebundenes Galaxienpaar.
Im selben Himmelsareal befindet sich u. a. die Galaxie NGC 5080.